# ハーレン
ハーレン（オランダ語: Haaren [ˈɦaːrə(n)] ( 音声ファイル)）は、オランダ南部・北ブラバント州にある町。かつては基礎自治体（ヘメーンテ）であったが2021年に廃止され、近隣のボクステル、オイステルワイク、ティルブルフ、フフトの各ヘメーンテに編入された。
植栽が多いことから「ブラバントの庭園」と呼ばれる。ヘメーンテ時代には、近隣のヘルヴォイルト、エス (Esch)、ビーゼンモルテル (Biezenmortel) という3つの村も含んでいた。ティルブルフとスヘルトーヘンボスという二つの広域行政区に属するという特徴を有する。